# Castillo Viejo de Alcoutín
El Castillo Viejo de Alcoutín (en portugués, Castelo velho de Alcoutim), también conocido como Castro de Santa Bárbara , ubicado en la villa y municipio de Alcoutín, en  Faro, Portugal.
En una de las estructuras más importantes de la arquitectura militar  islámica en el Algarve y monumento domina la plataforma superior de una colina empinada, sobre el río Guadiana, aproximadamente a un kilómetro al norte del pueblo de Alcoutim y es a la vez una importante visita histórica para los turistas e histográficamente significativa para la ocupación musulmana de la región. Comúnmente confundido con el Castillo de Alcoutín, más joven, el viejo castillo fue abandonado en el siglo XI, pero su exploración y excavación fue llevada a cabo por los arqueólogos en el siglo XX.

## Historia
La construcción inicial se produjo a finales del siglo VIII y principios del  IX, aunque el espacio fue ocupado desde la Edad de Bronce.  La opción de ubicarse en este lugar, y no sólo en la ciudad de Alcoutín, nunca se ha explicado claramente. Probablemente, sus condiciones, el nivel de visibilidad y el uso de las estructuras romanas originales, como las identificadas en la vecina ciudad de Lourinhã, contribuyeron a la construcción temprana de esta fortaleza. Lo que es seguro es que el Castillo Viejo fue el centro de un vasto territorio, influido por las actividades fluviales a lo largo del Guadiana y, por otra parte, por el nivel de exploración mineral en la región. Por ejemplo, se encontraron algunos fragmentos líticos en los espacios habitados por los musulmanes de la estructura. Fue el descubrimiento de algunas tumbas cercanas de este período, durante las excavaciones arqueológicas iniciadas en 1986, lo que contribuyó a una mejor comprensión de las raíces del sitio. Excavaciones similares a varios niveles, permitieron determinar un rango de ocupación que comenzó en la Edad de Bronce y se extendió hasta el siglo XI.
En un momento, que coincidió con las nuevas potencias islámicas durante el emirato de Córdoba, se construyó la fortaleza. Más tarde, durante el  Califato y las primeras taifas, las infraestructuras locales fueron alteradas, lo que dio lugar a la expansión de algunas viviendas en el exterior de las murallas defensivas. A principios de la Edad Media, el sitio pudo convertirse también en un lugar de refugio, protegido por los acantilados rocosos que lo rodeaban. Los sistemas defensivos se fueron alterando con el tiempo, como lo demuestra la tardía construcción de la torre que protege la puerta principal.
Abandonado durante el siglo IX por razones aún no aclaradas, el castillo no recuperó su importancia ni su papel militar. Con la Reconquista del Algarve en el siglo XI, las nuevas potencias cristianas privilegiaron el pueblo de Alcoutín, donde construyeron un nuevo castillo y una nueva comunidad y abandonaron por completo el antiguo castillo.  Sin embargo, a finales de la Edad Media, todavía había cierta necesidad de la antigua fortaleza, lo que exigió algunas reformas "modernas" en el lugar, incluyendo nuevas puertas góticas.
Entre 1986 y 1993, se realizaron excavaciones arqueológicas en el sitio por Helena Catarino.
El 7 de octubre de 1996, el sitio fue clasificado como Imóvel de Interés Público.
En la década de 2000, las obras públicas para recalificar el sitio, apoyadas por el Programa Operacional de Cooperação Transfronteiriça Portugal-Espanha (Programa Operacional de Cooperación Transfronteriza Portugal-España), e integradas en el «Proyecto Guaditer», llevaron a la construcción de barandillas y plataformas de acero inoxidable para permitir a los visitantes ver la estructura y el paisaje en 2011.

## Arquitectura
El castillo está situado en un lugar rural, en la cima de una colina con vegetación densa, arbustos y matorrales, estructurado en relación con el río Guadiana con buena visibilidad.
El grupo de arquitectura militar consiste en dos recintos, ambos rectangulares. El superior, que corresponde a la alcazaba, ocupa una superficie de 704 metros cuadrados e incluye varias torres rectangulares, aunque ninguna de ellas está situada en los ángulos. Dos puertas dan acceso al interior, que incluye una abertura de 560 × 250 centímetros (220 × 98 pulgadas) al aljibe, muros de 70-90 centímetros (28-35 pulgadas) de grosor, y compartimentos, probablemente utilizados como residencias, construidos con mampostería de esquisto.
La segunda línea de muros fue construida para proteger el asentamiento que se desarrolló alrededor de los muros interiores. Es también de planta rectangular, reforzada igualmente por torres, e incluye una puerta que permite la comunicación con la zona habitable de su periferia, la zona hasta el río. El segundo reducto, que está defendido por varias torres de esquisto y protegido por estructuras rectangulares de esquisto de sillería, de las que quedan algunos vestigios en el oeste. Los tramos del muro están formados por bloques de grava y esquisto mezclados con tierra y arcilla, con un espesor de 2 metros. A lo largo de este muro hay cuatro torres: dos de planta irregular, de unos 5×5 metros y dos de unos 3×3 metros.
Esta estructura racional, impuso una geometría estructural al terreno, que forma parte de la tipología del castillo omeya. La arqueóloga Helena Maria Gomes Catarino, estableció paralelismos entre Alcoutín y otros castillos del Algarve oriental, refiriéndose en particular a la fortaleza de Almiserát (Alicante), construida en el siglo X, y a otros de idénticas características. Esta atribución se ve reforzada por la morfología de su construcción: una base de piedra perdida irregular, con piedra y tierra cementada, típica de otras instalaciones militares omeyas de la época.
Todavía faltan pruebas arqueológicamente precisas. Del vertedero existente alrededor de los acantilados se han recogido fragmentos de cerámica, muchos cocinados en un horno irregular, y unos pocos restos decorativos que atestiguan el período medieval, probablemente el final de una ocupación visigoda y/o el comienzo de una intervención musulmana. Una excavación de las viviendas revela fragmentos de azulejos, cerámica y unos pocos objetos metálicos, que apuntan a una cronología del final del período emiratí de la ocupación musulmana. Sobre la pared de uno de los compartimentos rectangulares construidos en el centro del castillo en el período califal, los arqueólogos recuperaron un cuenco verde de manganeso. Otra capa recuperada en las excavaciones, aunque en su mayor parte característica del período califal, también incluía cerámica del siglo XI.